# Attentat de Quetta (2010)
Le 3 septembre 2010, alors que plusieurs centaines d'Hazaras chiites se sont réunis lors de la Quds Day, célébration instaurée par l'Iran pour "soutenir" les palestiniens, un membre du Lashkar-e-Jhangvi à déclencher son gilet d'explosifs au milieu de la foule. Au moins 73 personnes ont été tuées, et 200 autres blessées.

## Déroulement
Le 6 septembre 2010, alors que plus de 2500 chiites se sont réunis lors de la "Quds Day", vers 15 heures, un homme portant un gilet d'explosifs d'au moins 15 kilos à actionner sa ceinture au milieu de la foule, provocant de nombreux morts et blessés, et causer une grosse bousculade,.
Le groupe Lashkar-e-Jhangvi a revendiqué la responsabilité de l'attaque et a déclaré que le kamikaze s'appelait Rashid Mouawiyah et avait 22 ans. Un porte-parole du groupe a déclaré que l'attaque avait été perpétrée pour se venger du meurtre de leur chef par des chiites. Le porte-parole a promis des nouvelles attaques contre les chiites.

## Conséquence
Après l'attentat, des énormes manifestations ont éclaté dans la ville, des coups de feu ont été entendu dans toute la ville, plusieurs magasins sunnites ont été incendiés par les manifestants Hazaras, ainsi que de nombreux bâtiments et véhicules.
En raison des nombreux cas critiques et de la bousculade, le nombre de morts est passé de 43 à 65 dès le lendemain. De nombreuses personnes grièvement blessées sont mortes dans les hôpitaux. Le dernier bilan est de 73 morts et plus de 200 blessés.
Des milliers d'Hazaras ont assisté aux funérailles des victimes de l'attentat.
Le lendemain, les commerces et les écoles sont restés fermés, et la sécurité a également été renforcée dans les mosquées chiites du Pakistan.